# Новопрохоровка
Новопрохоровка — хутор в Родионово-Несветайском районе Ростовской области.
Входит в состав Барило-Крепинского сельского поселения.

## География
Хутор находится у границы с Украиной.

### Улицы
- ул. Заречная,
- ул. Молодёжная,
- ул. Октябрьская,
- ул. Советская.

## Население
| 2010 | 2018 |
| ---- | ---- |
| 209  | ↘202 |